# 阿爾布里斯特峰
46°29′52″N 7°29′16″E / 46.49778°N 7.48778°E

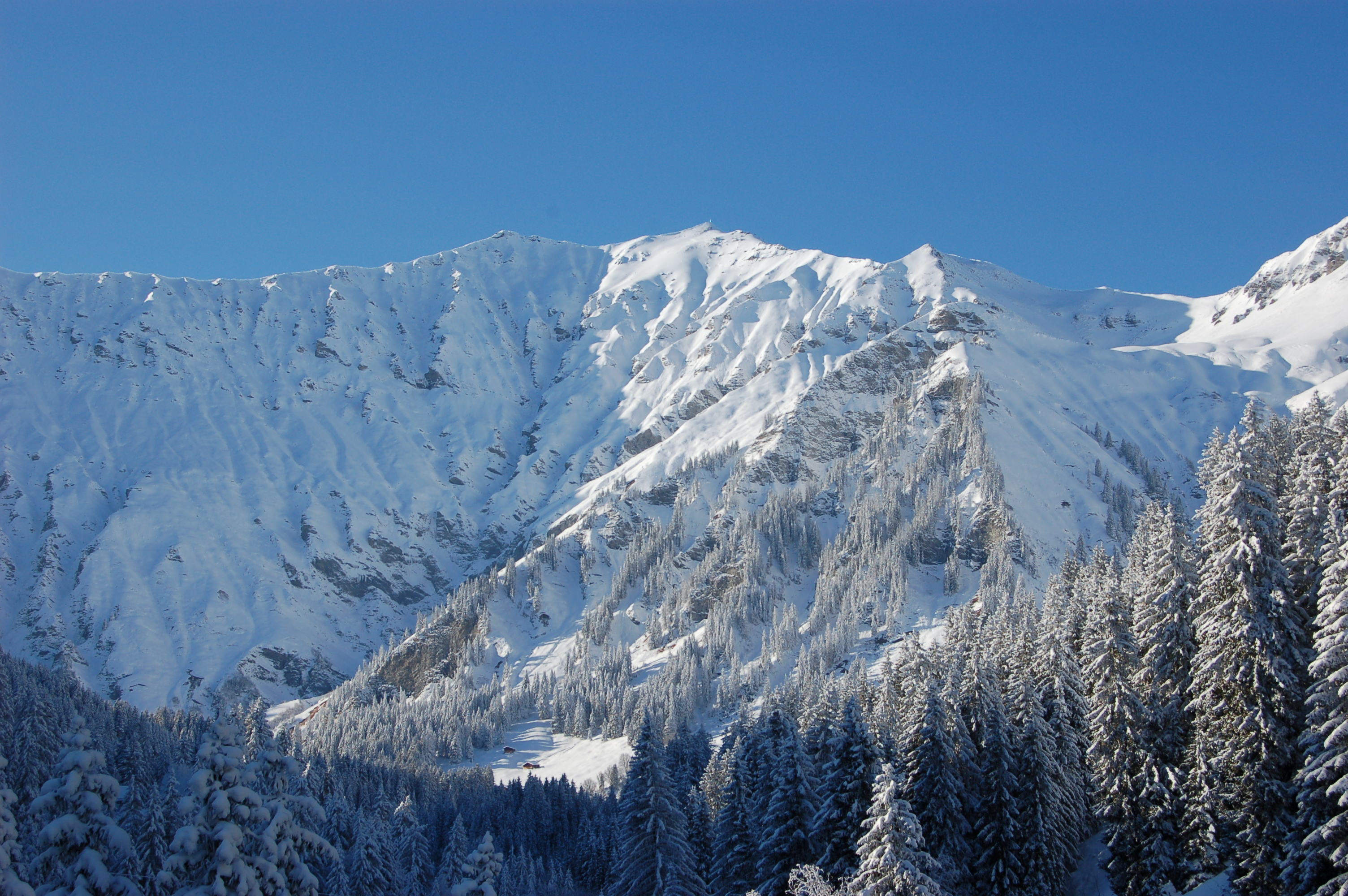

阿爾布里斯特峰（德語：Albristhorn）是瑞士的山峰，位於該國南部，由伯恩州負責管轄，屬於伯尔尼山的一部分，海拔高度2,762米，每年平均降雨量1,585毫米。

## 外部連結
- Albristhorn on SummitPost （页面存档备份，存于）